# Mikve

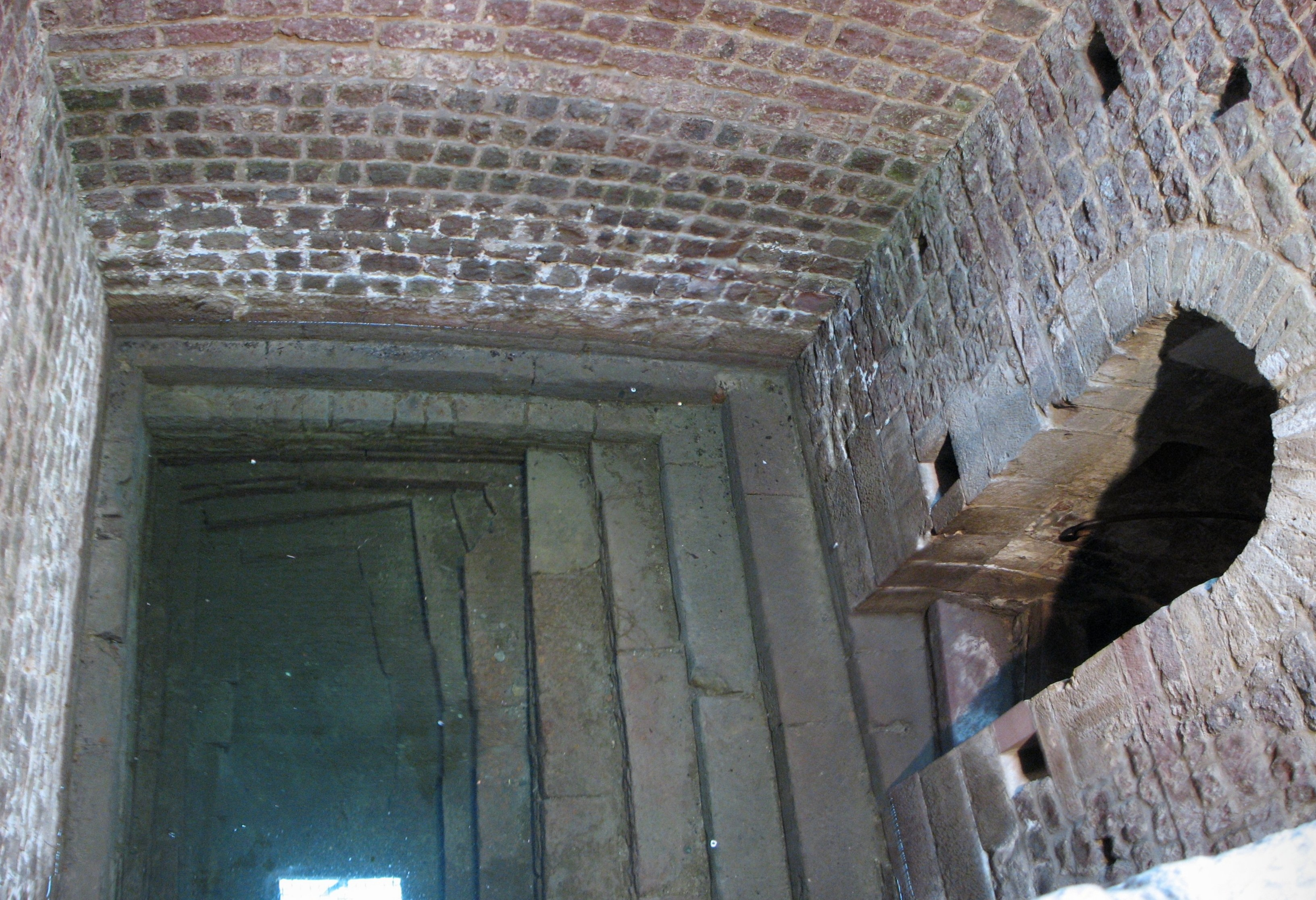
Mikve medieval de Speyer construido antes del 1128

La mikve es el espacio donde se realizan los baños de purificación que prescribe el judaísmo. Se trata de un pequeño aljibe de agua donde una persona pueda sumergirse completamente. La mikve no puede estar llena con agua estancada, sino que tiene que ser agua corriente.
Puede ser utilizada tanto por hombres como por mujeres, aunque hoy en día solo las mujeres conservan la obligación de utilizar la mikve en forma ritual siete días después de la culminación de cada ciclo menstrual. Algunos hombres acostumbran a utilizar la mikve solo en la víspera de Yom Kipur, el día del Perdón, mientras que los jasídicos lo hacen a diario.
En el judaísmo ortodoxo, la mikve es una parte esencial de la comunidad. De hecho, su existencia es tan importante que, según la Halajá, una comunidad judía debe construir una mikve antes que la propia sinagoga, incluso llegando al extremo de vender rollos de la Torá o una sinagoga para procurar su construcción.

## Etimología
Proviene de la raíz semítica ק-ו-ה (q-w-h, "recoger"). En la Biblia hebrea, el vocablo se utiliza en el sentido de "colección", incluida en la frase מקוה המים (miqwêh hammayim, "colección de agua") en Gen. 1:10, Ex. 7:19, y Lev. 11:36. Jesús Ben Sirá es el primer autor que utiliza la palabra como "piscina" y la Mishná es el primer texto en usarla como "baño ritual".

## Historia
Antes del siglo I antes de Cristo, no existe ninguna evidencia escrita o arqueológica que indica la existencia de zonas específicas para el baño ritual. Las mikves aparecen a comienzos del siglo I antes de Cristo y, desde entonces, se pueden encontrar por toda la zona de Israel, así como en comunidades históricas de la diáspora judía. Cientos de mikves del período del Segundo templo se han descubierto en Israel, en zonas como Jerusalén, Hebrón, Masada y Hanaton.
La ausencia de mikves antes de este siglo es sorprendente, debido a que muchos judíos seguían estas leyes de purificación en épocas anteriores, tal y como indican los Papiros de Elefantina.Una teoría afirma que los judíos usaban los manantiales naturales para su inmersión en lugar de mikves dedicados para este uso. Según muchas autoridades de la Halajá, la prohibición de bombear agua para un mikve es rabínica, no bíblica.Antes de la creación de este decreto rabínico en el 100 antes de Cristo, los judíos se sumergirían en grandes albercas que formaban parte de otros edificios y se llenarían manualmente. Estas estructuras, del período del Primer templo, han sido descubiertas en Asdod y quizás en Tel Dan. Quizás esta prohibición rabínica pudo ser para distanciarse de la práctica de la inmersión en las termas, que se expandieron por la región durante el período helenístico.

## Mikves en el mundo y España
En Europa hay unas 354 mikves, de las que Francia posee más de setenta, y solo en el entorno de París hay unas cincuenta. Por otro lado, en América del Norte hay unas 375, casi un centenar en América Central, una veintena en África y 16 en Oceanía. En la Argentina hay 15. En España, solo hay 8, y 2 en Portugal.
- Mikve Barcelona, España
- Beth Yaakov Mikve, Madrid, España
- Mikve Málaga, España
- Mikve Úbeda, España
- Comunidad Israelita de Torremolinos, España
- Mikvé del S. XIV en Córdoba, Andalucía. Cerrado (fecha 2025, pero próximamente será restaurado y abierto al turismo). Vinculado a la próxima Sinagoga del 1315.
- Comunidad Sefarad, Altea España
- Mikve Ceuta, España
- Mikve A Coruña, Galicia, España
- Mikve Lisboa, Portugal
- Mikve Belmonte, Portugal
- Mikve Santiago, Chile
- Mikve de la Nueva Congregación Israelita (NCI) Montevideo, Uruguay
- Mikve de Santa Ana de Coro, Venezuela
- Mikve de Comunidad Sefarardí; Managua, Nicaragua
- Mikve Wikiri; Mindo, Ecuador

## Mikves medievales

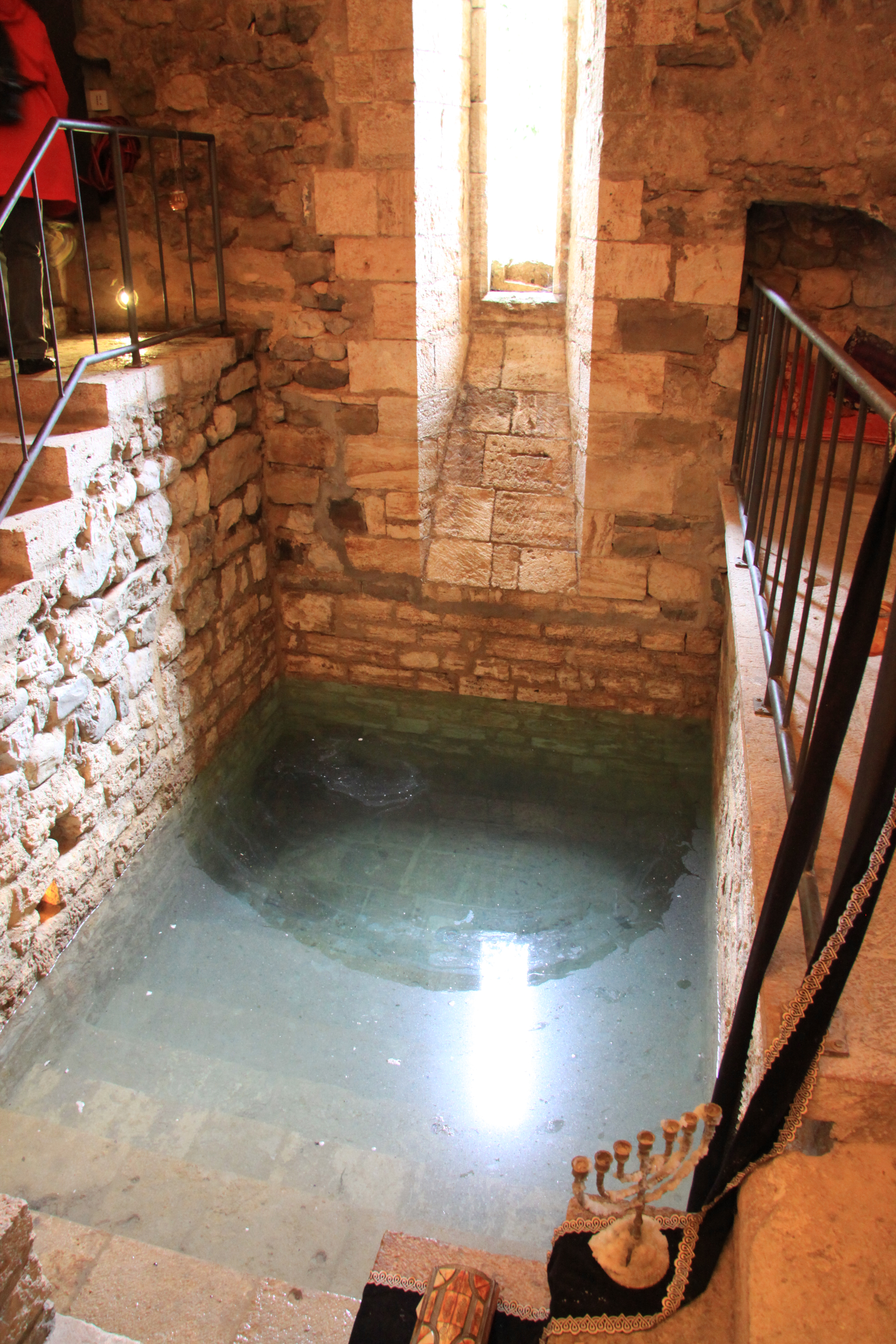
Mikvé de Besalú

- Presunto mikve de La Coruña, España. Conocido ya desde el siglo XIX, volvió al centro del debate científico en 2019 tras la realización de un proyecto de construcción de apartamentos turísticos. El inmueble, ubicado en la calle Sinagoga, fue adquirido por el Ayuntamiento de la ciudad. La datación del artefacto está en proceso de estudio.[8] Actualmente no hay acuerdo entre los estudiosos sobre su naturaleza: el historiador Xosé Alfeirán, autor de un informe sobre el hallazgo, subraya que se podría tratar de "una cisterna que suministraba agua a una antigua torre-fortaleza medieval situada en ese lugar", ya indicada por expertos del siglo XIX y XX. También el catedrático de Historia da Arte de la USC Alfredo Vigo Trasancos considera que es muy difícil que sea una mikvé.[9] Sin embargo, si se confirmara su naturaleza judía, se trataría del mikve mejor conservado de toda la península.[10]
- Mikve de Córdoba, España, siglo XIV. Descubierto en 2008, en un solar anexo a la sinagoga de Córdoba. Probablemente formó parte del mismo templo.[11]
- Mikve de Besalú, España, siglo XII. Descubierto en 1964, es una sala subterránea de estilo románico. Posee una piscina que se llenaba con agua de un manantial cercano al río Fluviá. La sinagoga está documentada en 1264.[12]

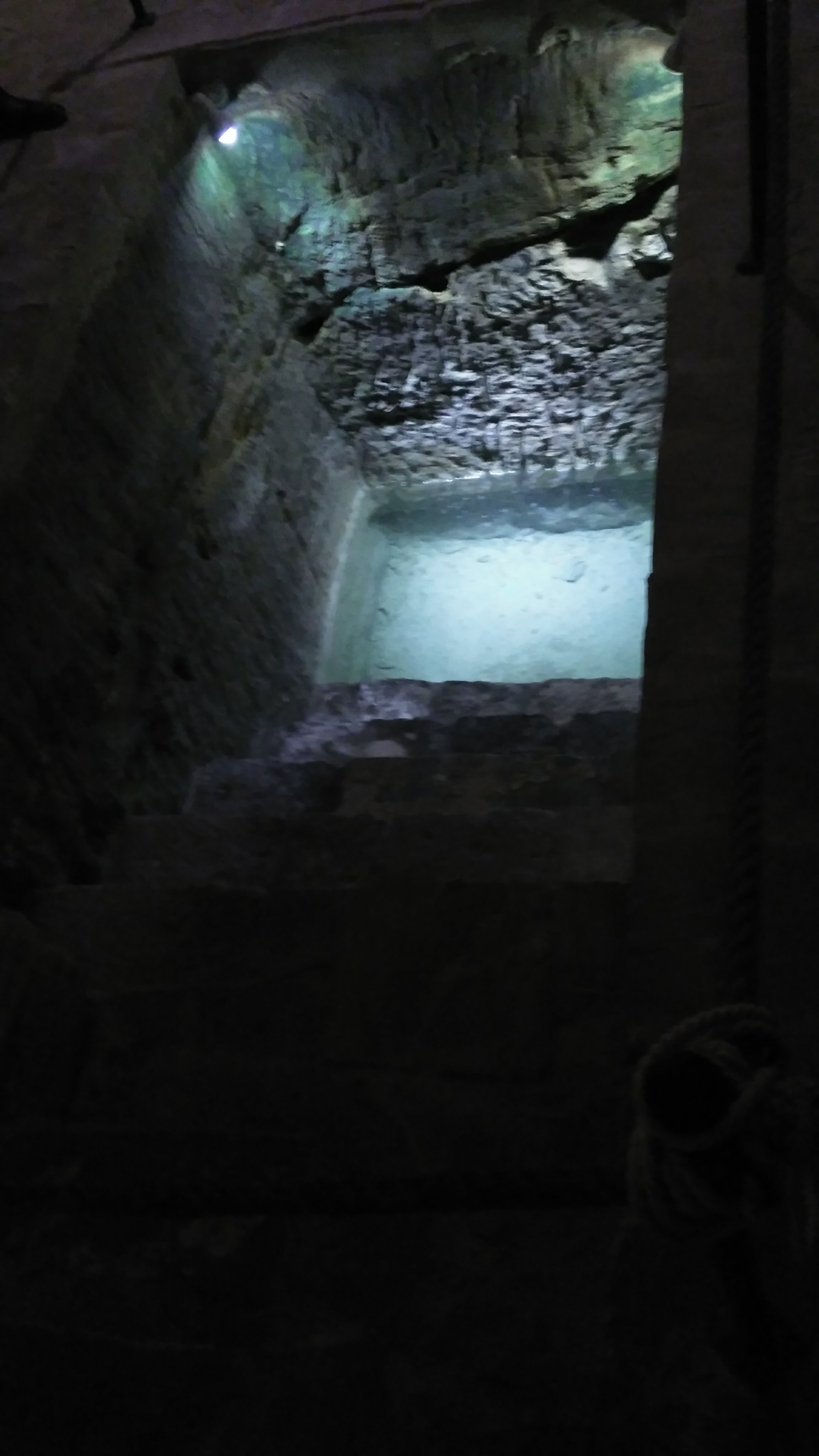
Mikve de la Sinagoga del Agua, en Úbeda, Jaén, España.

- Mikve de la Sinagoga del Agua, en Úbeda, Jaén, España.Mikvé de Úbeda (Jaén), España. Descubierta en 2010. Está ubicada dentro de una casa, hoy musealizada ("Sinagoga del agua"). Tiene 7 escalones. Probablemente siglo XIII. Gracias a haber estado oculta bajo escombros, su estado de conservación es magnífico.
- Mikvé médiéval de Montpellier, Francia, siglo XIII. Con 15 escalones rituales, está alimentado por un manantial.[13]
- Medieval Mikve, Jewish Museum, Londres, Inglaterra. siglo XIII. Descubierto en 2001, el edificio pertenecía a la familia Crespin. La comunidad judía inglesa permaneció en el país entre 1066 y 1290, año en el que fueron expulsados.[14]
- Mikve de Zamora (probable), España, siglo XV.[15]
- Mikvé de Aínsa, Huesca
- Mikvé de Toledo
- Mikvé (probable) de Girona
- Mikve medieval de Speyer, Alemania, siglo XII. Construido en 1128, es el más antiguo de Alemania.[16]
- Mikve de Siracusa, Sicilia, Italia. En la isla de Ortigia, en la Giudecca, el barrio judío de Siracusa hasta 1493. Se cree que los judíos llegaron a Siracusa en el siglo II, tras su expulsión de Israel. El mikve dataría del siglo VI, del periodo bizantino, o tal vez antes. Se considera el más antiguo conocido de Europa.[17]